# Hirsch (Bierfass)
Als Hirsch bzw. Hirschen wird ein traditionelles hölzernes Bierfass mit dem Fassungsvermögen von 200 Litern bezeichnet. Die Bezeichnung ist vor allem in und um München verbreitet. Ein Fass im Allgemeinen wird in Bayern Banzen genannt.

## Namensherkunft
Über den Ursprung der Bezeichnung Hirsch gibt es verschiedene Theorien. Eine Erklärung besagt, dass Ludwig I., König von Bayern von 1825 bis 1848, Urheber der Fassbezeichnung war. Ludwig soll nach höfischen Jagden stets in den Münchner Hirschgarten eingekehrt sein, wo er für die Jagdgesellschaft das größte Fass Bier ausgab, welches in den Biergarten transportiert werden konnte. Dieses fasste 200 Liter, und so entstand die Bezeichnung Hirsch.
Eine andere Theorie bezieht den Ursprung des Namens auf die Jagd allgemein. Demnach arbeiteten bayerische Brauereien früher oft sehr eng mit Schützen- und Jagdvereinen zusammen, und die Fassbezeichnung Hirsch rühre daher, dass ein volles 200-Liter-Bierfass mit ca. 300 Kilogramm in etwa genauso viel wiegt wie ein ausgewachsener Hirsch.

## Moderne Verwendung
Hirsche(n) sind bis ins 21. Jahrhundert vor allem auf Volksfesten wie dem Oktoberfest in München zu finden. Oftmals werden sie jedoch nur noch als optische Elemente eingesetzt, das Bier wird zumeist in Edelstahlbehältern, nicht sichtbar für die Gäste, gelagert und nur durch das Holzfass zum Zapfhahn geleitet. Bier aus echten Hirschen wird beim Oktoberfest im Festzelt der Augustiner Brauerei und im Fischer-Vroni-Zelt (ebenfalls Augustiner) ausgeschenkt. Auf dem Land werden Hirschen noch bei der Altöttinger Dult sowie beim Haager Herbstfest eingesetzt. Auch bei historisch ausgerichteten Veranstaltungen, wie zum Beispiel der sogenannten „Oide Wiesn“, werden Hirsche noch als tatsächliche 200-Liter-Bierfässer eingesetzt.

## Sonstiges
Auch kleinere Bierfässer mit einem Fassungsvermögen zwischen 10 und 50 Litern wurden historisch mit Tiernamen versehen, so gab es Fassbezeichnungen wie Haserl, Füchslein oder Reherl. Auch diese Benennungen sollen ihren Ursprung im Jagdwesen haben, im Gegensatz zum Hirsch sind sie jedoch aus dem Sprachgebrauch so gut wie verschwunden und nur noch sehr selten in Bayern anzutreffen.
Zum Fassanstich des Münchner Oberbürgermeisters auf dem Oktoberfest, bei dem mit dem traditionellen Ausruf „O’zapft is!“ das Volksfest offiziell eröffnet wird, kommt ein Hirsch zum Einsatz.